# Municipio San Francisco de los Romo
Koordinaten: 22° 3′ N, 102° 15′ W
San Francisco de los Romo ist der Name eines der elf Municipios des mexikanischen Bundesstaats Aguascalientes. Verwaltungssitz und größter Ort des Municipios ist das gleichnamige San Francisco de los Romo. Das Municipio hat 35.769 Einwohner (2010) und bedeckt eine Fläche von 139,5 km².

## Geographie
Das Municipio San Francisco de los Romo liegt zentral im Bundesstaat Aguascalientes in der Zona Metropolitana de Aguascalientes auf einer Höhe zwischen 1800 m und 2100 m. Es zählt zur Gänze zur physiographischen Provinz der Mesa del Centro. Das Municipio liegt im Einzugsgebiet des Río Lerma und entwässert damit in den Pazifik. Die Geologie des Municipios setzt sich aus 44 % Alluvionen, 41 % Sedimentgestein und 11 % rhyolithischen Tuffen zusammen; Bodentyp von 35 % des Municipios ist der Durisol bei 32 % Phaeozem und 22 % Kastanozem. 63 % der Gemeindefläche dienen dem Ackerbau, etwa 33 % als Weideland.
Das Municipio San Francisco de los Romo grenzt an die Municipios Pabellón de Arteaga, Asientos, Aguascalientes und Jesús María.

## Bevölkerung
Beim Zensus 2010 wurden im Municipio 35.769 Menschen in 8.438 Wohneinheiten gezählt. Davon wurden 74 Personen als Sprecher einer indigenen Sprache registriert, darunter 13 Sprecher des Nahuatl. Etwa 4,7 % der Bevölkerung waren Analphabeten. 13.204 Einwohner wurden als Erwerbspersonen registriert, wovon ca. 70 % Männer bzw. etwa 5,6 % arbeitslos waren. Etwa 4,3 % der Bevölkerung lebten in extremer Armut.

## Orte
Das Municipio San Francisco de los Romo umfasst 92 bewohnte localidades, von denen der Hauptort sowie Ex-viñedos Guadalupe vom INEGI als urban klassifiziert sind. Sieben Orte wiesen beim Zensus 2010 eine Einwohnerzahl von über 1000 auf, weitere 13 Orte hatten zumindest 100 Einwohner. Die größten Orte sind:
| Ort                                       | Einwohner |
| San Francisco de los Romo                 | 16.124    |
| Ex-viñedos Guadalupe                      | 03.499    |
| Macario J. Gómez (Colonia)                | 02.122    |
| Puertecito de la Virgen (Fraccionamiento) | 01.976    |
| La Concepción                             | 01.483    |
| La Escondida (El Salero)                  | 01.318    |
| Valle de Aguascalientes                   | 00.953    |
| Loretito (Charco del Toro)                | 00.949    |